# Bistrač
Bistrač falu Horvátországban, Sziszek-Monoszló megyében. Közigazgatásilag Sunjához tartozik.

## Fekvése
Sziszek városától légvonalban 23, közúton 35 km-re délkeletre, községközpontjától  légvonalban 6, közúton 7 km-re északkeletre, a sziszeki Szávamentén, Száva-folyó jobb partján és egyik holtága mentén fekszik. Egyutcás falu, házai a Száva régi medrét, ma már csak holtágát követve félkörben sorakoznak.

## Története
A térség 1687-ben szabadult fel a török uralom alól. A kiürült területre hamarosan megkezdődött a keresztény lakosság betelepítése. A vidék birtokosai a Keglevichek a Felső-Szávamentéről telepítették ide jobbágyaik egy részét. A falu a topolovaci uradalmukhoz tartozott. A településnek 1857-ben 170, 1910-ben 269 lakosa volt. Zágráb vármegye Petrinyai járásához tartozott. 1918-ban az új szerb-horvát-szlovén állam, majd később Jugoszlávia része lett. A II. világháború idején a Független Horvát Állam része volt. A háború után enyhült a szegénység és sok ember talált munkát a közeli városokban. 1991. június 25-én a független Horvátország része lett. A délszláv háború idején sikerrel védték meg a horvát erők. A településnek 2011-ben 40 lakosa volt.

## Népesség
| Lakosság változása | Lakosság változása | Lakosság változása | Lakosság változása | Lakosság változása | Lakosság változása | Lakosság változása | Lakosság változása | Lakosság változása | Lakosság változása | Lakosság változása | Lakosság változása | Lakosság változása | Lakosság változása | Lakosság változása | Lakosság változása |
| ------------------ | ------------------ | ------------------ | ------------------ | ------------------ | ------------------ | ------------------ | ------------------ | ------------------ | ------------------ | ------------------ | ------------------ | ------------------ | ------------------ | ------------------ | ------------------ |
| 1857               | 1869               | 1880               | 1890               | 1900               | 1910               | 1921               | 1931               | 1948               | 1953               | 1961               | 1971               | 1981               | 1991               | 2001               | 2011               |
| 170                | 226                | 216                | 259                | 261                | 269                | 270                | 267                | 201                | 203                | 172                | 146                | 121                | 90                 | 65                 | 40                 |